# Bernard Lortat-Jacob
 (novembre 2020).
Si vous disposez d'ouvrages ou d'articles de référence ou si vous connaissez des sites web de qualité traitant du thème abordé ici, merci de compléter l'article en donnant les références utiles à sa vérifiabilité et en les liant à la section « Notes et références ».
Bernard Lortat-Jacob, né le 1er janvier 1941 à Paris et mort à Clamart le 18 juillet 2024,,, est un musicologue et ethnologue français.

## Biographie

### Formation
Au milieu des années 1960, tout en étudiant la musicologie à la Schola Cantorum de Paris (harmonie, contrepoint et Histoire de la musique), Bernard Lortat-Jacob obtient une licence en ethnologie à la Sorbonne et découvre que ces deux passions peuvent se conjuguer. À cette époque, il participe également à des séminaires sur la musique et les traditions orales, y compris ceux de l'ethnomusicologue Claudie Marcel-Dubois, qui l'implique dans la recherche sur la culture pastorale de l'Aubrac organisée par le CNRS. Il réalise pour le compte du Musée des arts et traditions populaires[Lequel ?] plus d’un millier de transcriptions de musiques bretonnes et auvergnates. En 1968, il est accueilli par Gilbert Rouget au département d’ethnomusicologie du Musée de l’Homme. Sous l'impulsion de Gilbert Rouget, Bernard Lortat-Jacob oriente différemment ses recherches et engage sa carrière au CNRS à partir d’études ethnographiques et musicales sur le monde berbère du Maroc.

### Carrière
Bernard Lortat-Jacob a été directeur de recherche au CNRS et responsable du Laboratoire d’ethnomusicologie du Musée de l’Homme de Paris.
Durant une quarantaine d’années, il s’est consacré à l'étude de musiques essentiellement rurales de la Méditerranée, à leurs champs de signification, à leur ancrage social et aux règles qui les gouvernent, relevant de la stricte oralité. Fondées sur une ethnographie précise et des observations directes chez les Berbères du Maroc, en Sardaigne, en Roumanie et dans l’Albanie méridionale, ses recherches outrepassent les confins habituels de la monographie. C’est ainsi qu’il démontre le rôle essentiel de la musique dans les fêtes collectives du Haut-Atlas, et qu’en analysant les chants de la Semaine sainte en Sardaigne, il met au jour des mécanismes sociaux et musicaux permettant de comprendre « ce que chanter veut dire ». Enfin, en étudiant les violonistes virtuoses de l’Oach en Roumanie (travail publié en collaboration avec Jacques Bouët et Speranta Radulescu), il remet en cause les schémas d’analyse communément partagés sur l’improvisation musicale ; il démontre que celle-ci ne peut se comprendre indépendamment des interactions de la fête.
Au Musée de l’Homme, Bernard Lortat-Jacob a refondé le laboratoire d’ethnomusicologie ; au ministère de la Culture, auprès de Maurice Fleuret, il a assuré le développement des musiques traditionnelles à la Direction de la musique ; il a été nommé Officier dans l'Ordre des Arts et des Lettres, avant de créer la Société française d’ethnomusicologie. Durant plus de vingt ans (1987-2008), il a été responsable du doctorat d’ethnomusicologie à l’Université de Paris X-Nanterre-La Défense où il a ouvert sa discipline à des domaines corollaires (acoustique, linguistique et psychologie cognitive). Sur ces bases théoriques, Bernard Lortat-Jacob a coordonné de nombreuses publications couvrant des problématiques d’anthropologie et de musicologie générale (cf. bibliographie/discographie).
Depuis sa retraite professionnelle, Bernard Lortat-Jacob écrit, compose, produit et chante lui-même des chansons en langue française (trois albums accompagnés par la formation « La menina allargata »).

## Publications

### Livres
- Musique et fêtes au Haut-Atlas EHESS/Mouton (Cahiers de l'homme), Société Française de Musicologie, Paris, 1980.
- Chroniques sardes, préface de Michel Leiris, Éditions Julliard, Paris, 1990. Edition augmentée en anglais (américain) 1995 :  Sardinian Chronicles The  University of Chicago Press ; édit. en italien : Voci di Sardegna, EDT-Turin, 1999  (ISBN 978-88-7063-399-3).
- L'ordre intime des choses : chroniques d'enfance, Éditions Julliard, Paris, 1991.
- Musiques en fête : Maroc, Sardaigne, Roumanie (Hommes et musiques),  Société d'ethnologie [collection Hommes et musiques], Nanterre, 1994. Édition augmentée en italien Musiche in festa , Condaghes, Cagliari, 2000.
- Indiens chanteurs, L'oreille de l'ethnologue, Hermann, 1re édit. 1994, 2e édit. augmentée, 2008. Traduct. en italien Il pianto dell’altopiano. Indios cantori della Sierra Madre, Torino, 2007,  (ISBN 978-88-6163-027-7)
- Canti di Passione, Castelsardo, Sardegna, Libreria musicale italiana, Lucca, 1996. Édition augmentée en français Chants de Passion, Au cœur d’une confrérie de Sardaigne. Le Cerf, Paris, 1998.
- Albanie, Mode d'emploi. Festival de Gjirokastër-1983 / Udhërrëfyespën një Shqupëri. Festival i Gjirokastrës, 1983.  Édition bilingue. Ora Botime. Tirana, 2006.
- En collaboration avec J. Bouët et Sp. Radulescu À tue-tête, Chant et violon au Pays de l’Oach (Roumanie),  Société d'ethnologie [collection Hommes et musiques], Nanterre, 2002 ; traduct. en roumain Din rasputeri, Glasuri si cetere din Tara Oasului. Institutul cultural roman, Bucarest, 2006.

### Articles
Publications régulières (1980-2014) dans des revues spécialisées (L’Homme, Revue de musicologie, Cahiers d’ethnomusicologie, Ethnomusicology [États-Unis], Circuit [Université de Montréal]).

### Édition
- L'improvisation dans les musiques de tradition orale, Selaf, Paris, 1987
- En collaboration avec Miriam Rovsing-Olsen, « Musique et Anthropologie », L’Homme, Revue française d’anthropologie, no 171-172, 2004.
- En collaboration avec Cl. Calame, Fl. Dupont et M. Manca, La voix actée, Pour une nouvelle ethnopoétique, Kimé, Paris, 2010.
- En collaboration avec G. Léothaud et H. Zemp, 3 CD documentés : Les voix du monde, une anthologie des expressions vocales, Collection CNRS-Musée de l'Homme, Le Chant du Monde, CMX 374 1010-12, Paris, 1996.
- En collaboration avec la Société française d’ethnomusicologie, Around Music / Écouter le monde, publication et documentation de 12 DVD, La Huit, 2015.

## Enregistrements
Matériaux de première main documentés et publiés : Disques monographiques 33t. et CD (Maroc, Sardaigne, Roumanie, Albanie) parus dans la collection CNRS-Musée de l’Homme et Ocora et ayant obtenu plusieurs Grands Prix du disques de l’Académie Charles Cros. Vidéo et archives musicales consultables.

## Films documentaires
- Avec Jean-Dominique Lajoux, Musique persane (1968).
- Avec Jean-Dominique Lajoux, Vievola : chœurs et danses du Col de Tende (1974).
- Avec Georges Luneau, Musica sarda (1990).
- Avec Hélène Delaporte, Chant d'un pays perdu (2007). Prix Bartók, Festival International Jean Rouch, 2007[5].